# Col de la Madeleine
Der Col de la Madeleine ist ein 1993 Meter hoher Alpenpass in Frankreich. Er liegt im Département Savoie, welches zur Region Auvergne-Rhône-Alpes gehört. Er verbindet den Ort La Chambre am Fluss Arc im Maurienne Gebiet mit den Orten Aigueblanche und Feissons-sur-Isère in der Tarentaise. Von November bis Anfang Juni besteht eine Wintersperre. Beide Aufstiege sind in Abständen von einem Kilometer mit speziellen Kilometersteinen für Radfahrer ausgestattet.
Im Maurienne Gebiet gibt es an der Landstraße D902 noch einen weiteren Col de la Madeleine (1746 m). Dabei handelt es sich aber nicht um einen Gebirgspass der zwei Täler verbindet. Vielmehr ist es eine kleine Zwischenstufe, welche durch die Streckenführung der Straße durch das Arc-Tal bedingt ist. Auch der Col de Larche (1991 m), der als Grenzpass zwischen Frankreich und Italien dient, wird als Col de la Madeleine bezeichnet.

## Die genaue Höhe des Passes
Auf dem alten und neuen Passschild und im Zusammenhang mit der Tour de France wird eine Höhe von 2000 Metern angegeben (siehe Bildergalerie). Die korrekte Höhe von 1993 m findet sich übereinstimmend in gedruckten Karten und Online-Karten von Michelin und des Institut géographique national (IGN).

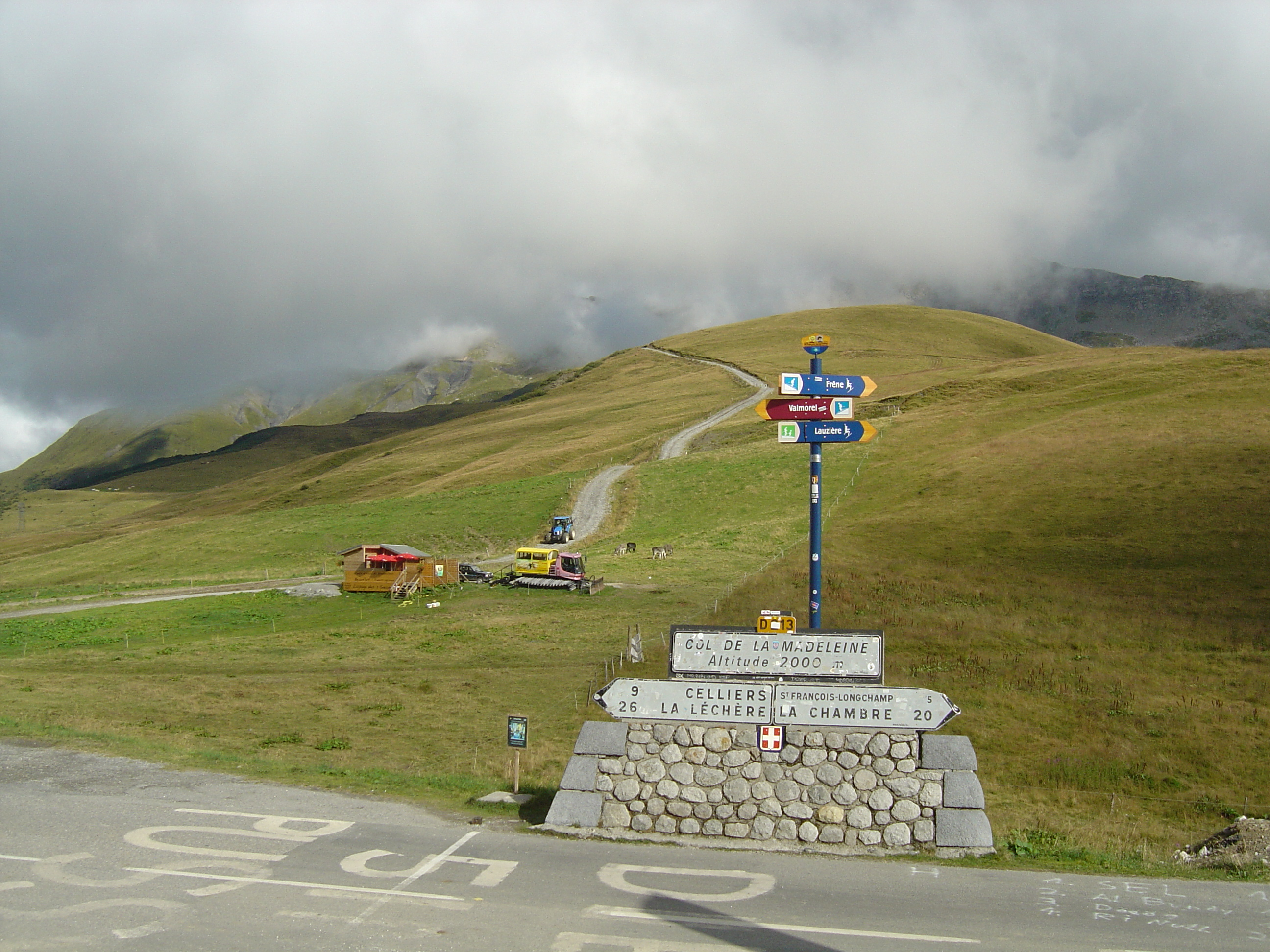
Altes Passschild (bis 2013)
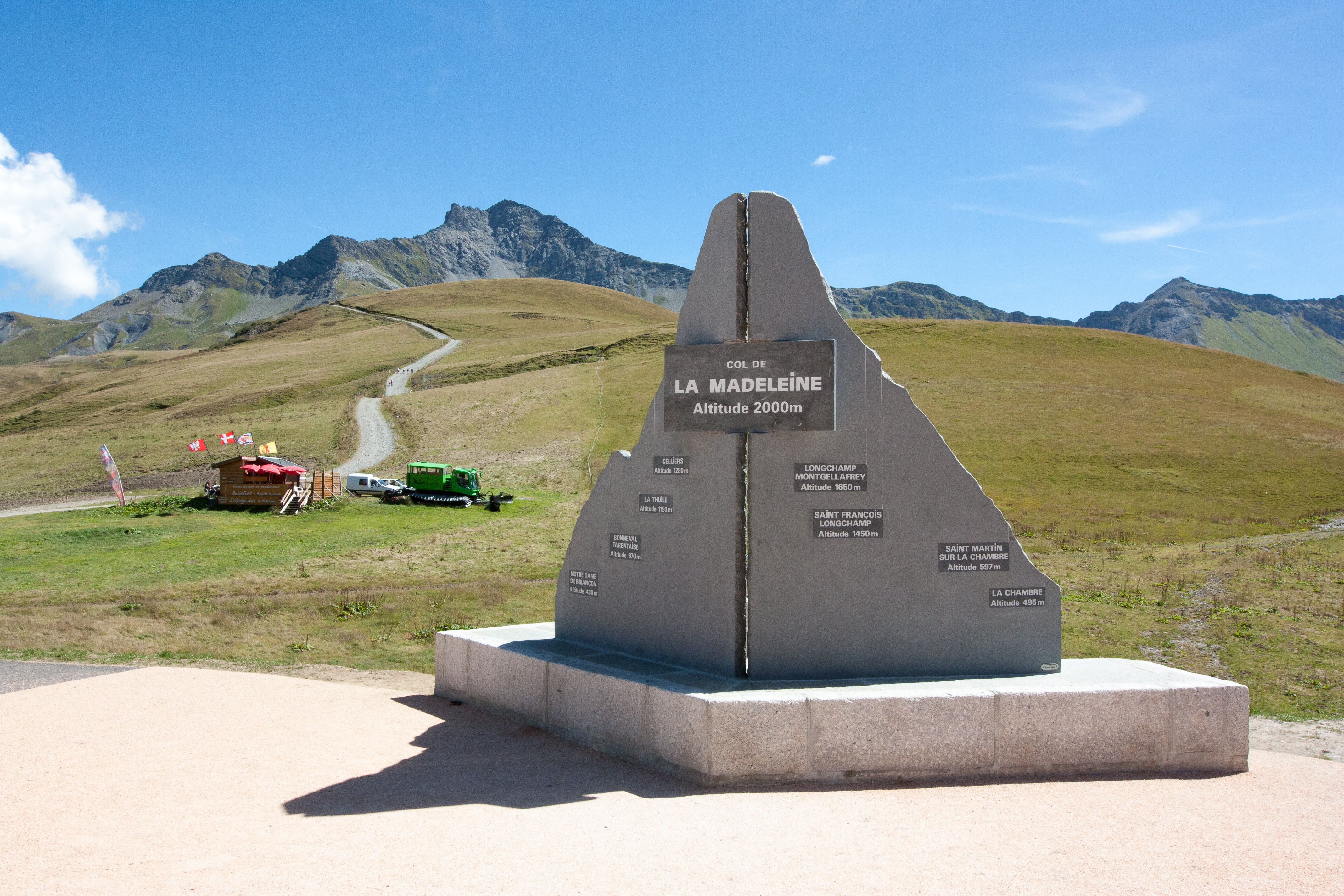
Neues Passschild (ab 2014)
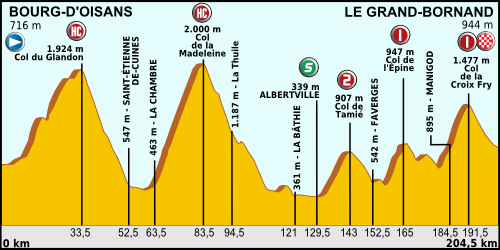
Streckenprofil der 19. Etappe der Tour de France 2013

## Auffahrten
Die Nordauffahrt aus der Tarentaise erfolgt in der Ortschaft Notre-Dame-de-Briançon, die Teil der Gemeinde La Léchère ist. Sie ist 25,3 Kilometer lang und weist dabei eine durchschnittliche Steigung von 6,2 % auf. Der Anstieg beginnt mit der Überquerung der Isère, ehe die ersten sieben Kehren zur Gemeinde Pussy führen, die auf einer Höhe von rund 700 Metern liegt. Die ersten sieben Kilometer steigen dabei im Schnitt mit rund 6,5 % an, wobei auf den ersten Kilometern Rampen von bis zu 10 % absolviert werden müssen. Bei Bonneval beginnt die Straße nun abzuflachen und für bei rund 4 % in Richtung Süden. Zwei Kilometer später folgt ein zwischen den kleinen Ortschaften Villard-Benoît und Le Crozat ein 2000 Meter langes Flachstück, das teils abschüssig verläuft. Hier verläuft die D213 entlang einer Felswand oberhalb des Eau Rousse. Die Straße ist dabei deutlich schmaler als auf dem restlichen Anstieg. Rund 14 Kilometer vor der Passhöhe nehmen die Steigungsprozente wieder deutlich zu und liegen auf den anschließenden sieben Kilometern bei rund 8 %. Allmählich lichtet sich das bewaldete Terrain und über mehrere Kehren durchfährt man die Ortschaften La Thuile, Celliers und Celliers Dessus. Mit der Überquerung des Nant Perrou erreicht man sieben Kilometer vor der Passhöhe ein weiteres Flachstück das 2500 Meter lang ist und im Schnitt mit etwa 3 % ansteigt. Zugleich überschreitet man die Baumgrenze und flog langen Geraden weiter in Richtung Süden. Erst auf den letzten 4,5 Kilometern beginnt die Straße wieder anzusteigen, wobei nun Kilometerschnitt von fast 10 % erreicht werden. Im Finale werden sechs weitere Kehren durchfahren, ehe die Passhöhe erreicht wird.
Als Ausgangsort der Südauffahrt dient die Gemeinde La Chambre im Maurienne-Tal. Von hier aus führen die D213 und D76 in das Skigebiet Saint François Longchamp, das sich unterhalb der Passhöhe des Col de la Madeleine befindet. Im Gegensatz zur Nordauffahrt ist die Südauffahrt deutlich rhythmischer, wobei sie über die bekanntere D213 auf einer Länge von 19,3 Kilometern eine durchschnittliche Steigung von 7,9 % aufweist. Die D213 beinhaltet dabei auf dem Weg nach Saint François Longchamp 20 Kehren, die meist in Serien durchfahren werden, die durch längere Geraden voneinander getrennt sind. Die gut ausgebaute Straße verläuft meist in dicht bewaldetem Gebiet. Der steilste Kilometer wird nach rund sieben Kilometer erreicht und weist einen Kilometerschnitt von rund 10 % auf. Die D76 hingegen ist deutlich schmaler und fällt im unteren Abschnitt nur selten unter die 10 %-Marke. Nach einem kurzen Flachstück vor Montgellafrey nehmen die Steigungsprozente auf dem Weg nach Saint François Longchamp jedoch zusehends ab. Die letzten fünf Kilometer der Südauffahrt verlaufen oberhalb der Baumgrenze und führen von Saint François Longchamp auf der D213 auf die Passhöhe. Hier liegen die Steigungsprozente bei rund 8 %.

## Radsport
Der Col de la Madeleine stand bislang 27-mal im Programm der Tour de France. Obwohl das Etappenrennen bereits bei seiner 9. Austragung im Jahr 1911 durch die Alpen führte, fand die Erstbefahrung des Col de la Madeleine erst im Jahr 1969 statt. Damals stand die Nordauffahrt von der Tarentaise auf dem Programm, ehe die 10. Etappe über den Col du Télégraphe und Col du Galibier nach Briançon führte. Auf der Passhöhe des Col de la Madeleine wurde eine Bergwertung der 2. Kategorie abgenommen, die sich der Spanier Andrés Gandarias bei leichtem Schneefall sicherte.
Nach vier Jahren kehrte der Col de la Madeleine im Jahr 1973 ins Programm der Tour de France zurück, wobei die Nordauffahrt erneut als Bergwertung der 2. Kategorie klassifiziert wurde. Die Südauffahrt wurde erstmals im Jahr 1975 befahren, wobei sie als Bergwertung der 1. Kategorie erneut in der frühen Rennphase befahren wurde. Zwei Jahre später wurde auch die Nordauffahrt als Bergwertung der 1. Kategorie bewertet, ehe die Organisatoren mit der Hors Catégorie eine neue höchste Kategorie an Bergwertungen im Jahr 1979 einführte. Seither werden meist beide Auffahrten des Col de la Madeleine dieser zugeordnet.
In den 80er und 90er Jahren wurde der Col de la Madeleine fast jährlich befahren, wobei er meist in der frühen Rennphase oder als vorletzter Anstieg überquert wurde. Im Jahr 1998 stellte die Südauffahrt erstmals den Schlussanstieg einer Etappe dar, ehe das Ziel nach der anschließenden Abfahrt in Albertville erreicht wurde. Im Anstieg griff der Deutsche Jan Ullrich mehrmals an und konnte bis auf den Gesamtführenden Marco Pantani alle anderen Gesamtklassement-Fahrer distanzieren. Im Sprint bezwang er den Italiener, der wenige Tage später seine einzige Tour de France gewann.
In den Jahren 2001 und 2004 stellte der Col de la Madeleine als Souvenir Henri Desgrange den höchsten Punkt einer Tour de France Austragung dar. Im Jahr 2010 bildete die Nordauffahrt den Schlussanstieg der 9. Etappe, ehe das Ziel im Talort Saint-Jean-de-Maurienne erreicht wurde. Zunächst fiel der Gesamtführende Cadel Evans im Anstieg des Col de la Madeleine zurück, ehe sich Alberto Contador und Andy Schleck rund 40 Kilometer vor dem Ziel von den restlichen Favoriten lösten. Die beiden schlossen auf den letzten Kilometern zu den verbliebenen Ausreißern auf, wobei sich Sandy Casar im Sprint um den Etappensieg durchsetzte. Cadel Evans verlor an jenem Tag acht Minuten und musste Gelbe Trikot an Andy Schleck abgeben.
Die bislang letzte Befahrung des Col de la Madeleine erfolgte im Jahr 2020, wobei die Organisatoren erstmals die Südauffahrt über die unbekanntere D76 wählten. Die Bergwertung ging damals an den Ecuadorianer Richard Carapaz.
Im Jahr 2025 führte die 18. Etappe über die klassische Südauffahrt auf den Col de la Madeleine, ehe es zur Bergankunft auf dem Col de la Loze ging. Jonas Vingegaard konnte die Bergwertung vor Tadej Pogačar für sich entscheiden. Im selben Jahr war die Passhöhe Zielankunft der 8. Etappe der Tour de France Femmes, Gewinnerin war die Französin und spätere Gesamtsiegerin Pauline Ferrand-Prévot. Die Strecke führte dabei über die D76.
| Jahr | Etappe     | Bergwertung  | Sieger                   | Auffahrt  |
| ---- | ---------- | ------------ | ------------------------ | --------- |
| 1969 | 10. Etappe | 2. Kategorie | Andrés Gandarias         | Nord      |
| 1973 | 8. Etappe  | 2. Kategorie | Jean-Pierre Danguillaume | Nord      |
| 1975 | 17. Etappe | 1. Kategorie | Francisco Galdós         | Süd       |
| 1977 | 17. Etappe | 1. Kategorie | André Chalmel            | Nord      |
| 1979 | 17. Etappe | HC-Kategorie | Lucien van Impe          | Nord      |
| 1980 | 17. Etappe | HC-Kategorie | Mariano Martínez         | Süd       |
| 1981 | 19. Etappe | 1. Kategorie | Lucien van Impe          | Nord      |
| 1983 | 18. Etappe | HC-Kategorie | Lucien van Impe          | Süd       |
| 1984 | 18. Etappe | HC-Kategorie | Pedro Delgado            | Süd       |
| 1987 | 21. Etappe | HC-Kategorie | Anselmo Fuerte           | Süd       |
| 1988 | 12. Etappe | 1. Kategorie | Henri Abadie             | Nord      |
| 1990 | 11. Etappe | HC-Kategorie | Thierry Claveyrolat      | Nord      |
| 1994 | 17. Etappe | 1. Kategorie | Pēteris Ugrjumovs        | Süd       |
| 1995 | 10. Etappe | HC-Kategorie | Richard Virenque         | Nord      |
| 1996 | 7. Etappe  | HC-Kategorie | Richard Virenque         | Süd       |
| 1997 | 14. Etappe | HC-Kategorie | Richard Virenque         | Süd       |
| 1998 | 16. Etappe | HC-Kategorie | Jan Ullrich              | Süd       |
| 2000 | 15. Etappe | HC-Kategorie | Massimiliano Lelli       | Süd       |
| 2001 | 10. Etappe | HC-Kategorie | Laurent Roux             | Nord      |
| 2002 | 16. Etappe | HC-Kategorie | Michael Boogerd          | Süd       |
| 2004 | 17. Etappe | HC-Kategorie | Gilberto Simoni          | Süd       |
| 2005 | 11. Etappe | HC-Kategorie | Santiago Botero          | Nord      |
| 2010 | 9. Etappe  | HC-Kategorie | Anthony Charteau         | Nord      |
| 2012 | 11. Etappe | HC-Kategorie | Peter Velits             | Nord      |
| 2013 | 19. Etappe | HC-Kategorie | Pierre Rolland           | Süd       |
| 2018 | 12. Etappe | HC-Kategorie | Julian Alaphilippe       | Nord      |
| 2020 | 17. Etappe | HC-Kategorie | Richard Carapaz          | Süd (D76) |
| 2025 | 18. Etappe | HC-Kategorie | Jonas Vingegaard         | Süd       |